# Wołyń Łuck (piłka nożna kobiet)
ŻFK Wołyń Łuck (ukr. ЖФК «Волинь» Луцьк) – ukraiński klub piłki nożnej kobiet, mający siedzibę w mieście Łuck na północnym zachodzie kraju, działający w latach 2001–2002.

## Historia
Chronologia nazw:
- 2001: ŻFK Wołyń Łuck (ukr. ЖФК «Волинь» Луцьк)
- 2002: klub rozwiązano

Klub piłkarski ŻFK Wołyń Łuck został założony w Łucku w 2001 roku. W sezonie 2001 klub zgłosił się do rozgrywek Wyższej ligi. W sezonie podstawowym zespół zajął drugie miejsce w grupie A, a potem w rundzie finałowej był trzecim. Następny sezon 2002 drużyna nie dokończyła, po 2 meczach rundy pierwszej klub z przyczyn finansowych zrezygnował z dalszych występów w Wyższej lidze, a w rundzie drugiej zaliczono walkowery, wskutek został sklasyfikowany na ostatniej czwartej pozycji w grupie A. Potem został rozwiązany.

## Barwy klubowe, strój, herb, hymn
|  |  |

Klub ma barwy biało-malinowe. Piłkarki domowe spotkania zazwyczaj grają w białych koszulkach, białych spodenkach oraz białych getrach.

## Sukcesy

### Trofea międzynarodowe
Nie uczestniczył w rozgrywkach europejskich (stan na 31-05-2021).

### Trofea krajowe
| \| \| Zdobyte trofea w rozgrywkach Ukrainy (stan na: 31-05-2021) \| |                                                            |      |          |
| Rozgrywki                                                           | Osiągnięcie                                                | Razy | Sezon(y) |
| Mistrzostwo                                                         | I miejsce                                                  | 0    |          |
| Mistrzostwo                                                         | II miejsce                                                 | 0    |          |
| Mistrzostwo                                                         | III miejsce                                                | 1    | 2001     |
| Puchar                                                              | zdobywca                                                   | 0    |          |
| Puchar                                                              | finalista                                                  | 0    |          |
| II liga                                                             | I miejsce                                                  | 0    |          |
| II liga                                                             | II miejsce                                                 | 0    |          |
| II liga                                                             | III miejsce                                                | 0    |          |
| Ukraina                                                             | Zdobyte trofea w rozgrywkach Ukrainy (stan na: 31-05-2021) |      |          |

## Poszczególne sezony

### Rozgrywki międzynarodowe

#### Europejskie puchary
Nie uczestniczył w rozgrywkach europejskich (stan na 31-05-2021).

### Rozgrywki krajowe
| \| Ukraina \| Bilans występów klubu w rozgrywkach piłkarskich Ukrainy (Stan na 31 maja 2021 r.) \| \| |                                                                                   |        |       |   |   |   |    |    |     |           |        |        |      |
| Poziom                                                                                                | Rozgrywki                                                                         | Sezony | Mecze | Z | R | P | B+ | B– | Pkt | Lata      | Awanse | Spadki | Naj. |
| I | Wyszcza liha                                                                      | 2      |       |   |   |   |    |    |     | 2001–2002 | 0      | 0      | 3    |
| II | Persza liha                                                                       | 0      |       |   |   |   |    |    |     |           | 0      | 0      |      |
| | Puchar Ukrainy                                                                    | 1      |       |   |   |   |    |    |     |           | 0      | 0      | ?    |
| Ukraina                                                                                               | Bilans występów klubu w rozgrywkach piłkarskich Ukrainy (Stan na 31 maja 2021 r.) |        |       |   |   |   |    |    |     |           |        |        |      |

## Struktura klubu

### Stadion
Klub rozgrywał swoje mecze domowe na stadionie Awanhard w Łucku, który może pomieścić 10 792 widzów.

### Derby
- Lwiwianka Lwów